# 朱音坄
江川莊僖王朱音坄（1440年—1476年4月7日），明朝江川恭惠王朱徽煝的庶长子，母吴氏。

## 生平

### 早年
景泰六年（1455年）封镇国将军。天順七年（1464年）閏七月，賜其夫人劉氏誥命冠服。八月，給朱音坄歲祿一千石。成化五年（1469年）四月，朱徽煝说自己的庶子镇国将军朱音坄、朱音墊岁祿各一千石、米鈔各半，但封地武岡州邊境宝钞不流通，请求岁禄全部給米。事下戶部，商议认为湖廣連年旱饑，每年收入少，难以全給米。明宪宗命从折色俸禄內各自为二人增給米一百石。

### 袭封
八月，朱徽煝薨。成化七年（1471年）二月，憲宗命鎮遠侯顧淳、駙馬都尉蔡震、平鄉伯陳政、安順伯薛珤、永順伯薛輔、保定伯孟昂為正使，尚寶司卿楊䆃、吏科給事中梁鏞、戶科給事中杜嶠、兵部郎中劉洪、刑部郎中劉本、工部署郎中事員外郎項文泰為副使，持節冊封朱音坄為江川王。八年（1472年）四月，遣懷寧侯孫輔、恭順侯吳鑑、武安侯鄭宏、慶雲伯周壽、清平伯吳璽、靖遠伯王添、安順伯薛珤、宣城伯衛潁為正使，尚寶司丞李璋、刑科給事中楊理、禮科給事中唐章、工科給事中劉昂、吏科右給事中徐英、吏部郎中倪輔、戶部郎中文志貞、兵部郎中姚壁為副使，持節冊封劉氏進為江川王妃。
成化十年（1474年）九月，朱音坄的堂兄岷順王朱音埑奏朱音墊因朱音坄即将遷居寶慶府，请求仍留武岡州守亡父墳塋。事下禮部覆奏，宪宗不允。
成化十一年（1475年）六月，因朱音坄所请，改其一百石折色禄米为本色。
成化十二年（1476年）三月，朱音坄未及遷居寶慶府就薨逝，朝廷得知，輟朝一日，按制度賜祭葬，諡莊僖。

### 身后
同年七月，因朱音埑所请，賜朱音坄母吳氏食米每年三十石。十三年（1477年）十二月，賜王妃劉氏食米每年二百石。
朱音坄没有儿子。朱音埑奏保朱音墊襲爵。王妃劉氏不肯，于是和內使陳誥等合谋，令宮人王氏诈称怀有遺腹子，秘密取異姓小兒入府抚养，又贿赂朱音埑让他奏報。朱音墊上奏告發其事。成化十四年（1478年）三月，宪宗认为劉氏聽人挑拨抱養異姓之子，混淆皇室血脉，革去王妃之号，革朱音埑半数禄米。
成化十六年（1480年）四月，朱音墊袭封江川王。

## 评价
- 《弇山堂别集》卷073：履正志和，小心畏忌。

## 分歧记载
《明史》卷一百二·表第三·诸王世表三没有记载朱音坄。